# Dismorphia spio
Dismorphia spio es una especie de mariposa, de la familia de las piérides, que fue descrita originalmente con el nombre de Pieris spio, por Jean Baptiste Godart, en 1819, a partir de ejemplares procedentes de las Antillas.

## Descripción
Los adultos de Dismorphia spio presentan dimorfismo sexual, los machos tienen áreas de escamas androconiales blancas en las alas posteriores, el margen anal de las alas anteriores es más redondeado y las bandas postdiscales de las alas anteriores son menos alargadas. Existen morfotipos anaranjados y amarillos que pueden coexistir en algunas poblaciones.

## Distribución
D. spio está restringida a la región Neotropical, subregión Caribeña, y está presente en Puerto Rico, República Dominicana y Haití, que forman parte de las provincias biogeográficas de Puerto Rico y La Española).

## Historia Natural
El polimorfismo en la coloración de los adultos probablemente esté vinculado al mimetismo con Heliconius charithonia (morfotipo amarillo), Eueides melphius y Lycorea cleobea (morfotipo anaranjado).
En un estudio de campo de poblaciones de D. spio en Puerto Rico se observó que utiliza a Inga vera e Inga laurina como plantas hospederas. Las hembras colocan los huevos en solitario o en grupo en hojas maduras, las larvas se alimentan generalmente en la misma hoja u hojas aledañas hasta culminar su ciclo, y se reportó una incidencia de parasitoides de hasta 11% en los huevos (Trichogramma sp., Trichogrammatidae) y 1% en las crisálidas (Trichospilus diatraea Cherian & Margabandhu, Eulophidae).